# Rafael Díaz (futbolista)
Rafael Alejandro Díaz (República Dominicana; 8 de octubre de 1991) es un futbolista dominicano. Juega de guardameta.

## Trayectoria

### Inicios
Nació en República Dominicana, y jugó al soccer universitario en los Estados Unidos para los St. John's Red Storm de la Universidad de San Juan entre 2010 y 2013. En sus cuatro años como universitario, jugó 72 encuentros y registró 32 vallas invictas.
Durante esta etapa, Díaz jugó para el Jersey Express S.C. de la USL PDL en 2012.

### Profesionalismo
El 20 de marzo de 2014 firmó su primer contrato profesional con el Orlando City SC de la USL Pro. Debutó el 14 de mayo de 2014 en la victoria por 4:1 sobre el Ocala Stampede en la U.S. Open Cup.
En 2015, luego de una exitosa prueba en los New York Red Bulls, el guardameta fichó por el equipo reserva, el New York Red Bulls II. Debutó con su nuevo club el 28 de marzo en el empate 0:0 ante el Rochester Rhinos. Ya en la temporada 2017, el jugador firmó contrato con el primer equipo.
El 6 de febrero de 2018, Díaz fichó por el Sacramento Republic FC de la USL.

## Estadísticas
Actualizado al último partido disputado el 8 de agosto de 2019
| Orlando City Estados Unidos          |               |               |    |   |   |   |   |    |    |   |
| 2.ª                                  | 2014          | -             | -  | 0 | 0 | - | - | 0  | 0  |   |
| Total club                           | Total club    | 0             | 0  | 0 | 0 | 0 | 0 | 0  | 0  |   |
| New York Red Bulls II Estados Unidos |               |               |    |   |   |   |   |    |    |   |
| 2.ª                                  | 2015          | 6             | 0  | - | - | - | - | 6  | 0  |   |
| 2.ª                                  | 2016          | 4             | 0  | - | - | - | - | 4  | 0  |   |
| 2.ª                                  | 2017          | 11            | 0  | - | - | - | - | 11 | 0  |   |
| Total club                           | Total club    | 21            | 0  | 0 | 0 | 0 | 0 | 21 | 0  |   |
| New York Red Bulls Estados Unidos    |               |               |    |   |   |   |   |    |    |   |
| 1.ª                                  | 2017          | 0             | 0  | - | - | - | - | 0  | 0  |   |
| Total club                           | Total club    | 0             | 0  | 0 | 0 | 0 | 0 | 0  | 0  |   |
| Sacramento Republic Estados Unidos   |               |               |    |   |   |   |   |    |    |   |
| 2.ª                                  | 2018          | 0             | 0  | 1 | 0 | - | - | 1  | 0  |   |
| 2.ª                                  | 2019          | 6             | 0  | 1 | 0 | - | - | 7  | 0  |   |
| 2.ª                                  | 2020          | 0             | 0  | 0 | 0 | - | - | 0  | 0  |   |
| Total club                           | Total club    | 6             | 0  | 2 | 0 | 0 | 0 | 8  | 0  |   |
| Total carrera                        | Total carrera | Total carrera | 27 | 0 | 2 | 0 | 0 | 0  | 29 | 0 |
| (1) Incluye datos de la US Open Cup  |               |               |    |   |   |   |   |    |    |   |

## Palmarés

### Títulos nacionales
| Título   | Club                  | País           | Año  |
| -------- | --------------------- | -------------- | ---- |
| Copa USL | New York Red Bulls II | Estados Unidos | 2016 |